# Abbaye de Fiães
L'abbaye de Fiães est une ancienne abbaye bénédictine puis cistercienne située à l'extrême nord du Portugal, dans la freguesia de Fiães.
Fondée au XIe siècle sur la base d'un ermitage datant du IXe, elle est fermée en 1834 par l'extinction des ordres religieux (pt).

## Histoire

### Fondation
À l'emplacement de l'abbaye préexiste un ermitage probablement fondé sous le royaume wisigoth de Carpitanie, en 815 ou 851 suivant les sources médiévales. Les premières constructions durables dateraient de 870, d'après le frère chroniqueur António da Purificação.
Par la suite, cet ermitage est remplacé par une abbaye bénédictine au XIe siècle ou vers le milieu du XIIe siècle. Le 12 décembre 1142, des chartes de donations sont ainsi recensées par le moine Fernando Tedão, mais l'ordre monastique de la communauté n'est alors pas mentionné. En 1157, une nouvelle donation d'Afonso Pais et de vingt-trois autres personnes mentionne explicitement l'ordre de Saint-Benoît ; de même le 24 octobre 1173, lors d'une donation effectuée par Alphonse Ier.
En 1194, cet établissement s'affilie à l'abbaye de Tarouca et entre ainsi dans l'ordre cistercien.

### Développement
De nouvelles donations sont effectuées par la Couronne ou d'autres bienfaiteurs à la fin du XIIe et au début du  XIIIe siècle, enrichissant ainsi le monastère, qui devient suffisamment aisé pour participer aux travaux menés par la ville de Melgaço. En 1320, un livre d'impôts montre que Fiães acquitte une taxe annuelle de quatre cents livres, ne tenant compte que de ses biens lusitaniens, alors que l'abbaye possède également de nombreux biens en Galice.
Par ailleurs, vers 1270, l'alcade Fernão Anes de Lima est enterré dans l'église, montrant sa notoriété et sa prospérité matérielle et spirituelle. En 1388, alors que son mari Jean Ier se prépare à attaquer le château de Melgaço, la reine Philippa de Lancastre se réfugie à l'abbaye.

### Début du déclin
Aux XIVe et XVe siècles, la situation économique se dégrade. Face à ces difficultés, l'abbaye tombe sous le régime de la commende le 9 avril 1483, quand Justo Baldino (pt), premier Liste des nonces apostoliques au Portugal (pt), est nommé abbé commendataire. En 1490, un incendie détruit les archives de l'abbaye.
En 1529, alors que la principale maison cistercienne du Portugal, Alcobaça, subit une crise, son abbé João de Cós se réfugie à l'abbaye de Fiães ; peu après, celle-ci est complètement abandonnée, sans doute du fait des guerres aux frontières. Lors de la réoccupation, des travaux de restauration sont menés par João de Cós, abbé de fait ; cependant, lors de la visite de l'abbé de Clairvaux le 26 janvier 1533, le cloître est en ruines ; à cette date, seuls l'abbé, quatre moines et deux convers vivent au monastère. En 1567, avec l'ensemble des communautés cisterciennes lusitaniennes, il est affilié à Alcobaça au sein de la congrégation portugaise.

### Renouveau et fin de l'abbaye
Cette affiliation marque le début d'une période de renouveau ; le régime de la commende est supprimé et remplacé par un régime triennal, dans lequel l'abbé est remplacé tous les trois ans. Une restauration spirituelle et matérielle en découle.
En 1735, sous l'abbatiat de Félix da Cerveira, le cloître et la fontaine sont refaits, ainsi que le clocher ; en 1748, c'est au tour de l'église. Néanmoins, le 17 décembre 1775, l'abbaye est supprimée par Manuel de Mendonça, général de la congrégation portugaise. Deux années plus tard, en 1777, Francisco de Sá convoque le chapitre général qui décide le 8 octobre de la restauration des abbayes supprimées.
Le 28 mai 1834, l'extinction des ordres religieux (pt) ferme l'abbaye, qui ne compte alors plus que deux moines, plus un troisième religieux en quarantaine du fait de sa maladie.

### Devenir de l'abbaye
L'inventaire des biens est dressé le 3 juillet. Le gouvernement ordonne ensuite la vente aux enchères des ruines ; mais, face à une absence totale d'intérêt des acheteurs, la vente devient publique. L'église en est exceptée, devenant paroissiale. En 1970 sont menés quelques travaux de restauration et de reprise.

## Architecture
Seule subsiste du monastère l'église.

### Abbatiale

#### Extérieur
L'église date du XIIe siècle et en a conservé le plan. Orientée, elle comporte trois nefs longue de quatre travées. D'architecture romane et conforme au plan cistercien, elle en conserve des contreforts et l'abside rectangulaire. En revanche, le chœur est entouré de deux chapelles latérales, et non quatre, et les trois renfoncements sont voûtés d'ogives, mais avec des archivoltes en plein cintre.
Le clocher à base carrée est lié à la façade latérale gauche. Comme les deux extrémités de la façade, il est surmonté à ses quatre angles par des pilastres, couronnés par des pinacles pyramidaux surmontés chacun d'une boule. Le pendant à droite du clocher est occupé par la sacristie. Les remaniements du XVIe siècle ont modifié la façade principale : le frontispice a été modifié, une corniche de séparation insérée dans le panneau central. Trois niches coniques abritant des saints de l'ordre sont ajoutées, les fenêtres des chapiteaux sont ouvertes et les armes du promoteur de l'œuvre ont été placées.

L'extérieur de l'église de Fiães
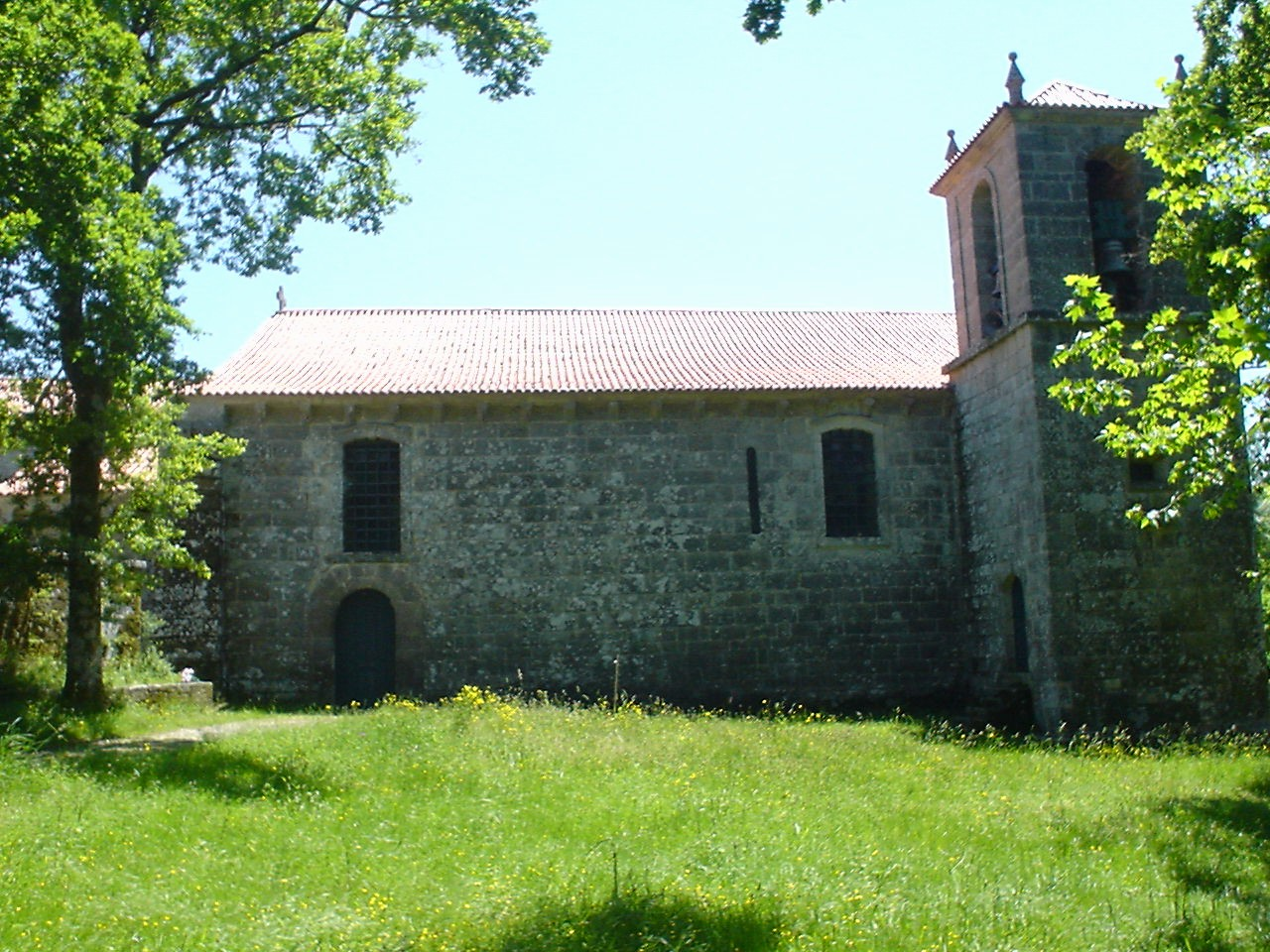
La façade gauche, située au nord, ave le clocher.
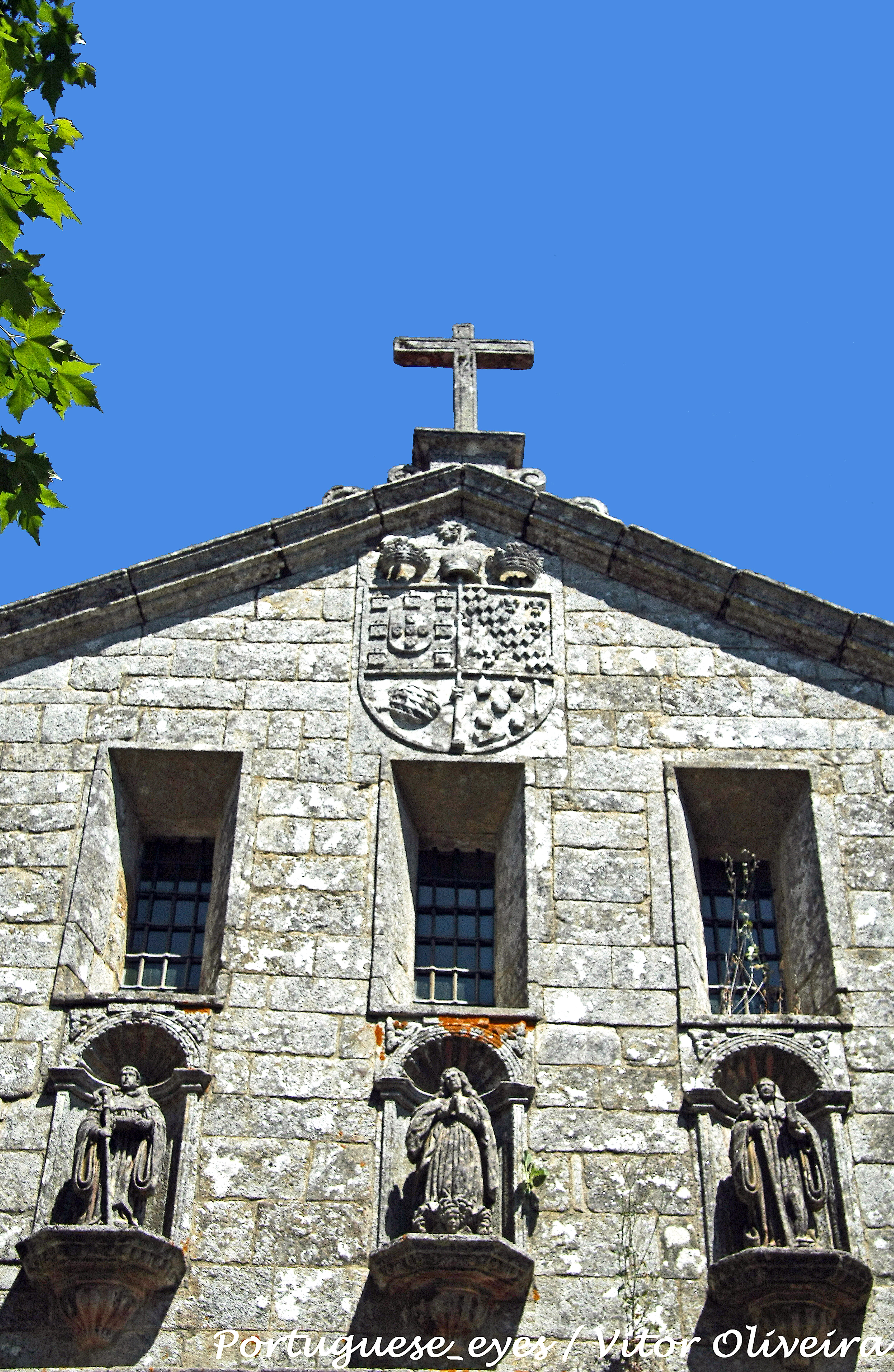
Détail de la façade ouest, avec les modifications apportées au XVIe siècle.
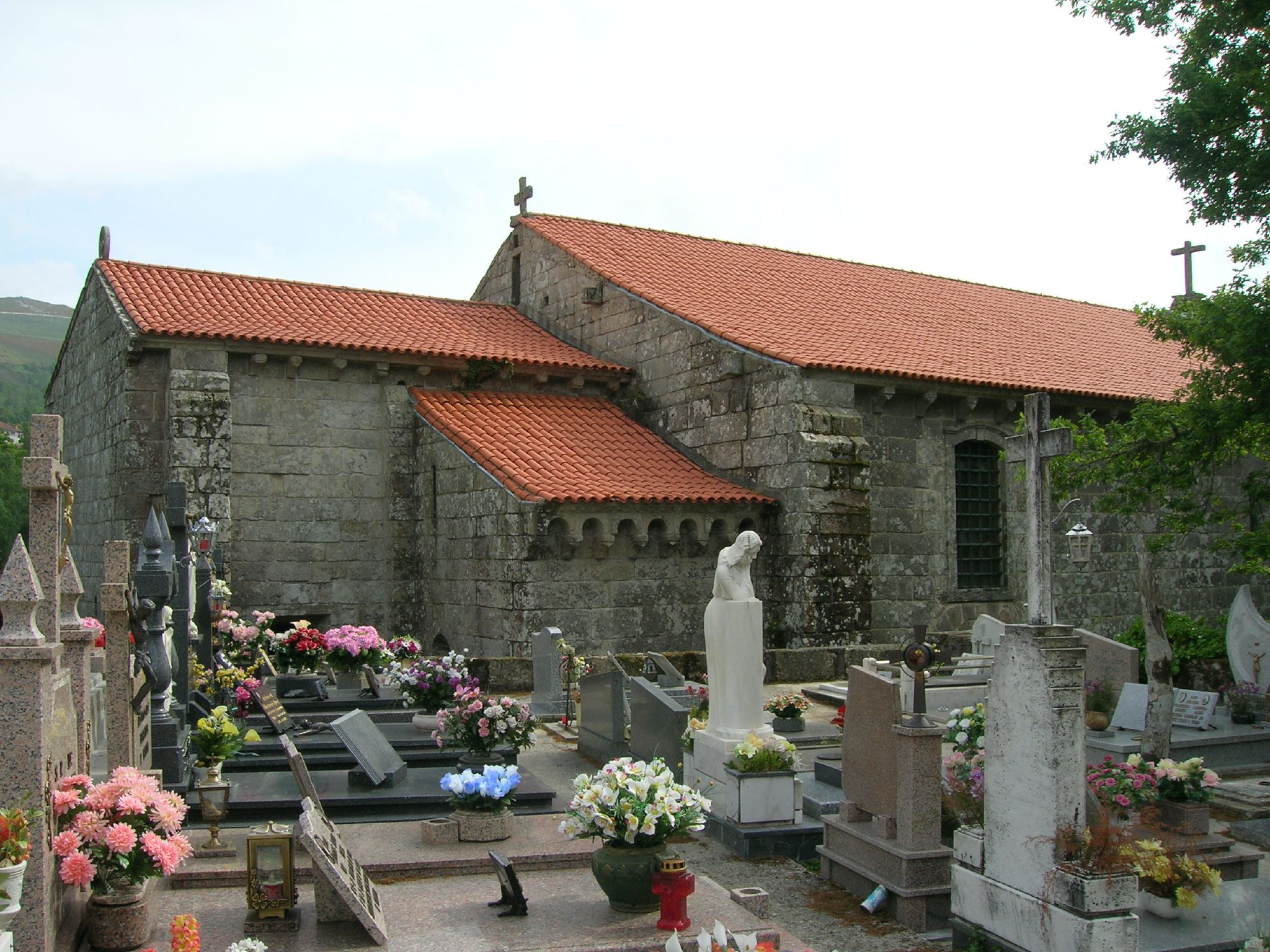
L'arrière de l'église, avec le chœur et une des chapelles latérales.

#### Intérieur
Les nefs ne sont pas voûtées mais recouvertes d'une charpente en bois d'un seul tenant sur chaque pan. Selon Carlos A. Ferreira de Almeida, il est possible qu'il en ait toujours été ainsi. Seul le mur de séparation entre la nef et chacun des bas-côtés est voûté en plein cintre.
Le fond du chœur est occupé par un retable de style national ; toutefois, il a été retouché au XVIIIe siècle, prenant quelques éléments du baroque joanin.

L'intérieur de l'église de Fiães
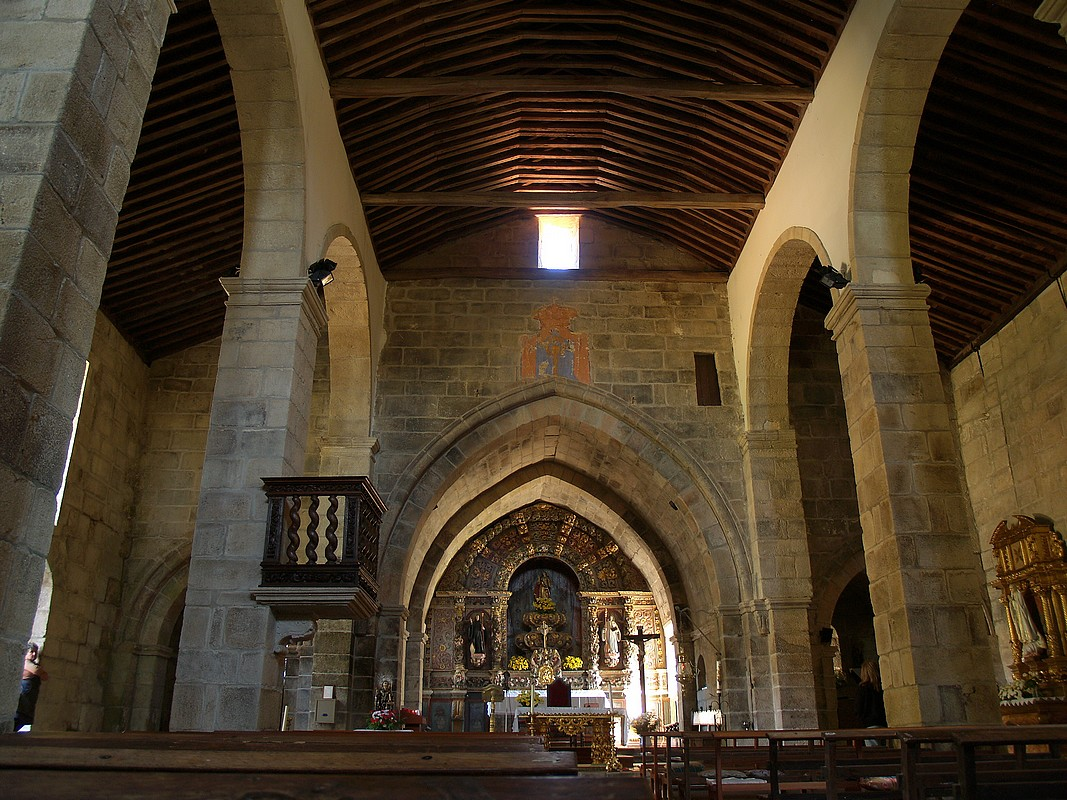
Vue générale de l'intérieur de l'église.
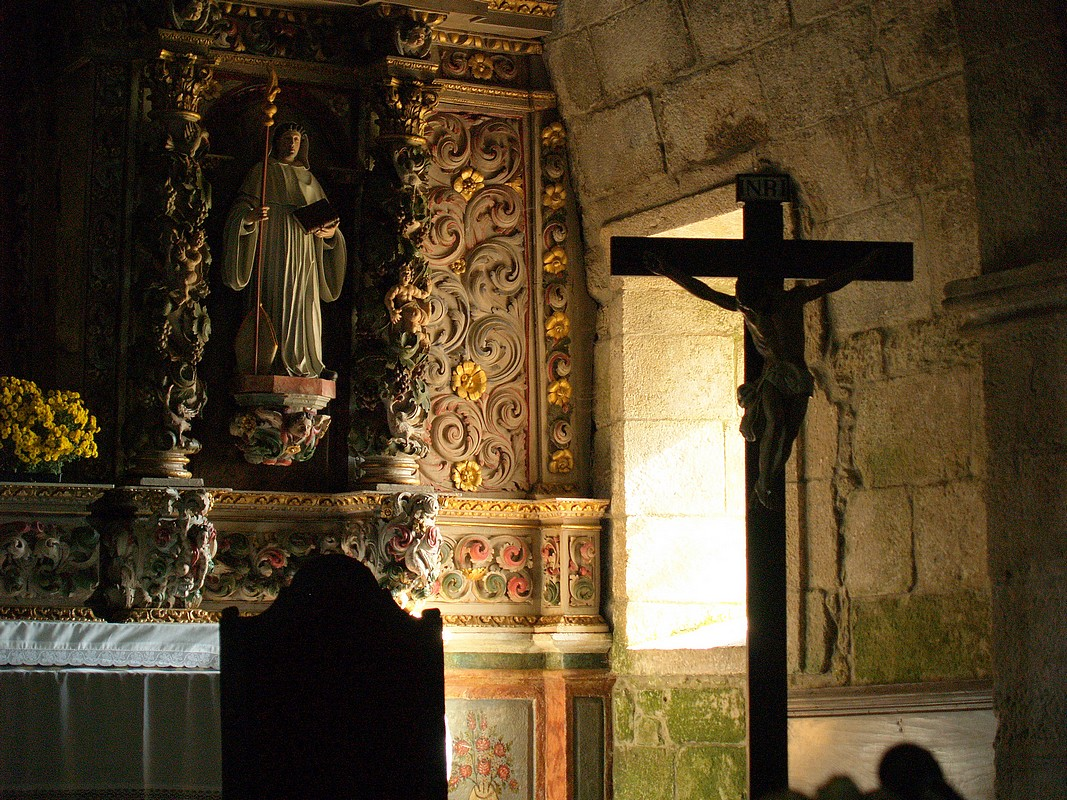
Détail du bas-côté droit de l'église.